# Chuen jik sat sau
Chuen jik sat sau (chinês tradicional: 全職殺手, chinês simplificado: 全职杀手) é um filme de ação produzido em Hong Kong em 2001, dirigido por Johnnie To e Wai Ka-Fai e lançado em 3 de agosto de 2001.